# Kalpana 1
O Kalpana 1 foi o primeiro satélite meteorológico lançado pela Organização Indiana de Pesquisa Espacial (ISRO). Este foi o primeiro satélite lançado pelo PSLV em órbita geoestacionária. O satélite foi originalmente conhecido como MetSat-1. Em 05 de fevereiro de 2003 ele foi renomeada para Kalpana 1 pelo primeiro-ministro indiano Atal Bihari Vajpayee em memória de Kalpana Chawla, astronauta da NASA que morreu no desastre do Ônibus espacial Columbia. O satélite foi baseado na plataforma I-1K (I-1000) Bus e sua expectativa de vida útil era de 7 anos.

## Características
O Kalpana 1 é um satélite destinado à observações meteorológicas, situado numa órbita geoestacionária. Ele é estabilizado nos três eixos e alimentado por painéis solares que produzem uma potência de até 550 Watts. O satélite faz observações na luz visível e em infravermelho para obter imagens da cobertura nublada, do vapor de água e a temperatura.

## Instrumentos
- VHRR (Very High Resolution Radiometer): radiômetro que registra imagens em três bandas, uma visível, outra infravermelha térmica e a última na banda infravermelha do vapor de água, com uma resolução de 2x2 km.[1][2]
- DRT (Data Relay Transponder): transponder que recolhe dados de estações meteorológicas terrestres, tanto fixas como móveis.[1][2]

## Lançamento
O satélite foi lançado com sucesso ao espaço no dia 12 de setembro de 2002, às 10:24:00 UTC, abordo de um foguete PSLV C4 lançado a partir do Centro Espacial de Satish Dhawan, na Índia. Ele tinha uma massa de lançamento de 1060 kg.